# Neues Lausitzisches Magazin

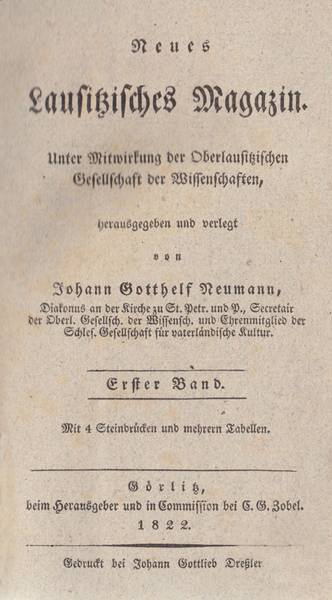
№ 1, 1822

Neues Lausitzisches Magazin (с нем. — «Новый лужицкий журнал») — старейшее научное издание, посвящённое лужицкой культуре, истории, лингвистике и этнографии. Печатный орган Верхнелужицого научного общества. Выходит на немецком языке.

## История
Первые два номера печатного органа Вехнелужицкого научного общества, выходившие с 1781 года по 1781 год, назывались «Provinzialblätter oder Sammlungen zur Geschichte, Naturkunde, Moral und anderen Wissenschaften» (Провинциальные заметки или сборник по истории, естествознанию, морали и другим наукам). С 1786 года по 1792 год журнал назывался «Lausitzische Magazin» (Лужицкий журнал). Под этим наименованием вышло 25 номеров. С 1793 года по инициативе Христиана Августа Пешека журнал стал называться «Lausitzische Magazin oder Sammlung verschiedener Abhandlungen und Nachrichten zum Behuf der Natur-, Kunst-, Welt- und Vaterlandsgeschichte, der Sitten, und der schönen Wissenschaften» (Лужицкий ежемесячник или собрание различных эссе и известий по естественной, научной, мировой и отечественной истории, обычаев и изобразительного искусства). В 1799 году журнал выходил ежемесячно под названием «Lausizische Monatsschrift» (Лужицкий ежемесячник). С 1800 года по 1808 год Верхнелужицкое научное общество издавало свой печатный орган под названием «Neue Lausizische Monatsschrift» (Новый лужицкий магазин).
В 1811 году вышел номер под названием «Wochenblatt für die Lausitz und den Cottbusser Kreis» (Еженедельная газета для Лужицы и Котбусского округа). С 1812 году журнал выходил под названием «Vergangenheit und Gegenwart» (Прошлое и настоящее) и в 1813 году — под наименованием «Vaterländische Monatsschrift zunächst für beide Lausitzen» (Отечественный ежемесячник для лужичан).
С 1813 года по 1821 год не было издано ни единого номера. В 1821 году журнал взял себе прошлое наименование «Neues Lausitzisches Magazin». Под этим наименованием журнал выходил до 1943 года. До начала Второй мировой войны было издано 117 выпусков.
В 1945 году журнал в связи с ликвидацией Верхнелужицкого научного общества издание журнала было прекращено.
С 1960 года по 1991 год по инициативе Эрнста-Гайнца Лемпера переиздавались отдельные выпуски журнала в серии «Schriftenreihe des Ratsarchivs Görlitz».
В 1990 году Верхнелужицкое научное общество возобновило свою деятельность, и с 1998 года журнал стал издаваться раз в год под прежним названием.

## Классификация номеров
До 1943 года было издано 117 выпусков. В 1943 году были изданы № 118, 119, но тираж этих выпусков был почти полностью уничтожен (сохранились только по 4 экземпляра каждого номера). В настоящее время все выпуски журнала скомплектованы в нескольких томах (№ 46, 76, 86, 102, 112, 118, 134).
- Том 46 (№ 1 — 45, выходившие с 1822 года по 1868 год);
- Том 76 (№ 46 — 75, выходившие с 1867 года по 1899 год);
- Том 86 (№ 76 — 85, выходившие с 1900 года по 1909 год);
- Том 102 (№ 86 — 101, выходившие с 1910 года по 1925 год);
- Том 112 (№ 102—111, выходившие с 1926 года по 1935 год).
- Том 118 (№ 112—117). Выпуск 117 печатался в 1942 году, но не был доставлен до подписчиков.
- Тираж последних двух номеров № 118—119 печатался в 1943 году и был почти полностью уничтожен во время Второй мировой войны. В настоящее время выпуски 118—119 существуют в четырёх экземплярах и находятся в Верхнелужицкой научной библиотеке, Государственном архиве Гёрлица, Саксонской библиотеке и Государственном архиве Дрездена.
- Том 134 выходит с 2012 года.